# White Day

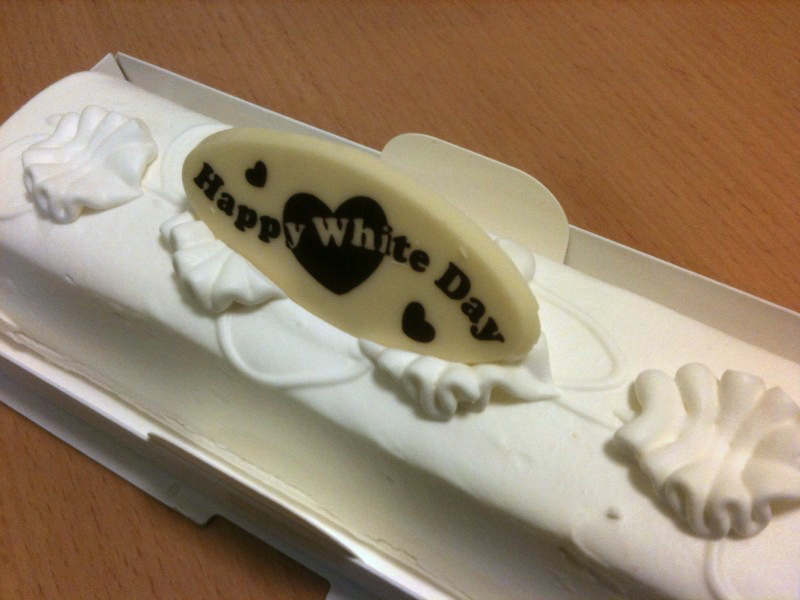
Weiße Schokolade für den Weißen Tag

Der White Day (japanisch ホワイトデー Howaito dē, deutsch ‚Weißer Tag‘, koreanisch 화이트데이) ist in Ostasien der 14. März, der als Gegenstück zum Valentinstag verstanden werden kann.
In bestimmten asiatischen Ländern wie Japan, Südkorea oder Taiwan beschenken – anders als in Europa – Mädchen und Frauen am Valentinstag die Jungen und Männer – meist mit Schokolade – als Ausdruck der Zuneigung und Liebe. Am White Day bedanken sich die Männer entsprechend mit einem Geschenk an die Frauen normalerweise in Gestalt von Schokolade, Süßwaren oder anderen kleinen Geschenken. Bei Paaren können die Gegengeschenke heutzutage auch deutlich wertvoller ausfallen (z. B. Handtaschen oder Schmuck).

## Geschichte
Der Tag wurde auf Anregung eines Konditors im Jahr 1977 ins Leben gerufen und 1978 erstmals als Marshmallow-Tag gefeiert. Die Idee wurde von diversen Süßwarenherstellern aufgegriffen und über die Jahre massiv beworben. Mittlerweile ist dieser Feiertag fest im öffentlichen Bewusstsein verankert. Seinen Namen erlangte der White Day dadurch, dass die angesprochenen Unternehmen sich vor allem auf weiße Süßwaren (weiße Schokolade, Marshmallows) als Geschenke konzentrierten, da die Farbe Weiß für Glück steht.

## Trivia
- In Japan kann man drei Arten Schokolade unterscheiden. Bei Honmei-Schokolade (本命チョコ honmei choko, ‚Schokolade für den Liebling‘) handelt es sich um ein Geschenk an jemandem im klassischen Valentinssinne, also an seinen Ehepartner, Freund, Geliebten. Die Giri-Schokolade (義理チョコ giri choko, ‚Pflichtschokolade‘) dagegen verschenkt man aus einer sozialen Verpflichtung heraus an Klassenkameraden, Mitarbeiter und Kollegen.[1] Diese beiden Formen unterscheiden sich vor allem in dem Aufwand und der Anzahl der Geschenke und bei Tomo-Schokolade (友チョコ tomo choko) wird die Schokolade aus freundschaftlichen Gründen verschenkt.
- In Südkorea gibt es als Ergänzung zum White Day noch den Schwarzen Tag (Black Day). Wer am Valentinstag und am White Day leer ausging, betrauert dies am 14. April und isst zum Trost Jajangmyeon.[5]